# Liberale Revolution in Portugal
Unter Liberaler Revolution in Portugal versteht man die Ereignisse der Jahre 1821/1822, die dem Land die Rückkehr des Königs und seine erste demokratische Verfassung brachten.

## Vorgeschichte
Portugal wurde seit Mitte des 17. Jahrhunderts absolutistisch regiert, die Cortes, die portugiesische Ständeversammlung, an deren Zusammenkünfte Vertreter des Adels, der katholischen Kirche sowie der Städte beteiligt waren, war 1669 zum letzten Mal einberufen worden. Der Marquês de Pombal, Erster Minister zu Zeiten der Regierung Josephs I., formte aus der alten klerikalen Monarchie einen aufgeklärt absolutistischen Staat.
1808 wurde Portugal wegen seiner Weigerung, sich der napoleonischen Kontinentalsperre gegen England anzuschließen, von französischen Truppen besetzt. Die königliche Familie floh nach Brasilien. Rio de Janeiro wurde die neue Residenzstadt. Englischen Truppen unter Führung des Herzogs von Wellington und William Carr Beresford gelang es zusammen mit den Resten der portugiesischen Armee, die Franzosen zum Verlassen des Landes zu zwingen, nachdem diese mehrere Schlachten verloren hatten, zuletzt die Schlacht von Sabugal am 3. April 1811.
Die napoleonischen Truppen hatten allerdings auch die Ideen der Französischen Revolution nach Portugal gebracht. Diese fielen, besonders in der schlecht bezahlten und demoralisierten portugiesischen Armee, auf fruchtbaren Boden.
Der auf portugiesischem Boden ausgetragene Krieg zwischen Frankreich und England hatte katastrophale Folgen für Portugal. Das Land war durch die Taktik der verbrannten Erde, die sowohl die Franzosen als auch die Engländer angewandt hatten, verwüstet. Der ersten Anfänge einer Industrialisierung waren zunichtegemacht. Portugal war stark überschuldet, seine Handelsabhängigkeit von England wuchs. Seit 1810 hatte England auch das Recht, unter Umgehung Portugals, direkt mit Brasilien Handel zu treiben. Portugal wurde de facto britisches Protektorat, die Macht im Lande lag in den Händen des britischen Befehlshabers William Carr Beresford. 1815 erhielt Brasilien, von wo aus Portugal de jure regiert wurde, einen neuen Status; es war nunmehr nicht mehr eine portugiesische Kolonie, sondern ein unabhängiges Königreich gleichen Rechtes wie Portugal und mit diesem durch eine Personalunion im Vereinigten Königreich von Portugal, Brasilien und den Algarven verbunden.
Diese Entwicklungen führten zu großer Unzufriedenheit in der portugiesischen Armee. Die Anwesenheit britischer Offiziere in der Armee und die Allmacht Beresfords demoralisierten die Portugiesen, die den Eindruck hatten, nicht mehr Herr im eigenen Hause zu sein. Auch die Tatsache, dass der König, der nach wie vor in Brasilien weilte, keine Anstalten machte, in sein Land zurückzukehren, dämpfte die Moral der portugiesischen Truppen.
Im benachbarten Spanien, wo eine vergleichbare Situation herrschte, hatte von 1810 bis 1812 bereits eine verfassunggebende Versammlung getagt und die liberale Verfassung von Cádiz erlassen, die vielen Portugiesen als ein Vorbild galt. Insbesondere der liberale Vordenker und Politiker Manuel Fernandes Tomás forderte eine Verfassung mit ähnlichen Bürgerrechten auch für sein Land.
Beresford reagierte auf diese Bestrebungen mit großer Härte. 1817 ließ er eine Reihe von Anhängern des Liberalismus hinrichten, darunter den portugiesischen General Gomes Freire de Andrade.

## Die liberale Revolution
Die eigentliche liberale Revolution begann am 24. August 1820 mit einem Aufstand liberaler Offiziere in Porto. Hauptforderung der Aufständischen war nicht etwa die Abschaffung der Monarchie, die Revolution richtete sich also nicht gegen den in Brasilien weilenden König Johann VI. Vielmehr wollten die Aufständischen den Abzug der Briten, die Rückkehr des Königs und die Umwandlung des Landes in eine konstitutionelle Monarchie erreichen.
Als der Aufstand ausbrach, befand sich Beresford gerade in Brasilien. Er kehrte sofort nach Portugal zurück, konnte aber das Blatt nicht mehr wenden. Die britischen Offiziere waren zwischenzeitlich entwaffnet und aus der portugiesischen Armee entfernt worden. Beresford wurde nicht einmal das Betreten der Stadt Lissabon erlaubt. Dort hatte sich inzwischen eine provisorische Regierung (Junta) etabliert, die eine verfassunggebende Versammlung (Cortes) einberief.
Diese verabschiedete 1822 eine demokratische Verfassung im liberalen Geiste, die erste Verfassung in der portugiesischen Geschichte. In der Verfassung wurde die Regentschaft des Königs bestätigt, der aufgefordert wurde, aus Brasilien zurückzukehren, die Inquisition und besondere Rechte der katholischen Kirche wurden, genauso wie die Feudalherrschaft, abgeschafft, ein Einkammerparlament wurde eingerichtet, hervorgegangen aus allgemeinen Wahlen, an denen alle Portugiesen mit Ausnahme von Frauen, Analphabeten und Klerikern teilnehmen konnten. Eine provisorische Regierung (Junta Provisional do Supremo Governo do Reino) wurde eingerichtet. Dem König räumte die neue Verfassung ein Vetorecht gegen die Gesetzesvorlagen des Parlamentes ein, er erhielt allerdings nicht das Recht, das Parlament aufzulösen.
Den immer dringenderen Aufforderungen der verfassunggebenden Versammlung, nach Portugal zurückzukehren, folgte Johann VI. schließlich eher widerwillig im Jahr 1821. Damit endete eine 14-jährige Periode, in der der portugiesische Hof in Rio de Janeiro residierte. Dem König blieb nichts anderes übrig, als die von der verfassunggebenden Cortes erarbeitete Verfassung zu akzeptieren, er leistete schließlich einen Eid auf sie, so dass sie offiziell in Kraft trat.

## Entwicklungen nach der Rückkehr des Königs
Während Johann VI. ehrlich bemüht war, seinen Eid zu halten, die Verfassung zu akzeptieren und mit den liberalen Politikern zusammenzuarbeiten, übten seine Frau, die Königin Charlotte Johanna und sein jüngerer Sohn, Prinz Michael, offene Obstruktionspolitik. Ihr Ziel war es, die Verfassung zu beseitigen und das alte absolutistische Regime wiederherzustellen.
Damit stimmten sie mit der vorherrschenden politischen Strömung in Europa überein. Am 26. September 1815 hatten unter der Führung des reaktionären österreichischen Politikers, des Fürsten Metternich, Österreich, Preußen und Russland die Heilige Allianz geschlossen, deren Programm es war, überall in Europa, notfalls auch mit Waffengewalt, die Zustände von vor der französischen Revolution wiederherzustellen. 1823 marschierte im Auftrag der Heiligen Allianz eine französische Armee in das benachbarte Spanien ein und beendete dort das liberale Experiment. Der spanische König Ferdinand VII. herrschte seitdem wieder als absoluter Monarch.
Im Mai 1823 erhoben sich sodann Kräfte in Vila Franca unter Führung Prinz Michaels in der als Vilafrancada bekannt gewordenen Revolte gegen die Verfassung von 1822. In der Folge setzte der König am 3. Juni 1823 die bisherige Verfassung außer Kraft und kündigte eine neue Verfassung an.
1824 kam es zu einem erneuten Schlag der konservativen Kräfte, Miguelisten genannt, angeführt von der Königin und Prinz Michael (portugiesisch Miguel), der zuvor von seinem Vater zum Oberbefehlshaber der portugiesischen Armee ernannt worden war. Sie hofften, dass die französische Armee aus Spanien weiter nach Portugal marschieren würde, um auch hier den Absolutismus wieder einzuführen. König Johann VI., der nicht bereit war, seinen Eid auf die Verfassung zu verletzen, wurde von der Königin praktisch als Gefangener in seinem Palast gehalten und von ihr unter Druck gesetzt, zugunsten seines Sohnes Michael abzudanken.
Dieser konservative Aufstand führte in Portugal, anders als in Spanien, allerdings nicht zum Erfolg. Eindeutige Kriegsdrohungen Englands an Frankreich für den Fall, dass die in Spanien stehende französische Armee die portugiesischen Grenzen überschreiten würde, verhinderten ein französisches Eingreifen auf Seiten der Aufständischen. Der König konnte aus seinem Palast fliehen, begab sich auf ein englisches Kriegsschiff, enthob von dort seinen Sohn des Oberbefehls über die portugiesische Armee und zwang schließlich seinen Sohn und seine Frau ins Exil.

## Bedeutung
Auch wenn die erste liberale Verfassung in Portugal nur für einige wenige Jahre, von 1822 bis 1823, galt, hatten diese Ereignisse jedoch eine große Bedeutung für die weitere Geschichte des Landes. Die liberalen Ideen waren seitdem in der portugiesischen Politik verankert, die liberale Strömung eine Kraft, die großen Einfluss in der Politik des Landes erlangte. So war es vor allem den portugiesischen Liberalen zu verdanken, dass im Miguelistenkrieg Michael 1834 gestürzt und Königin Maria II. wieder in ihre Rechte eingesetzt wurde. Die Liberalen spalteten sich nach 1834 in einen konservativen Flügel, Cartisten genannt, und einen radikaleren Flügel, die den Namen Setembristen erhielten. Aus diesen beiden Flügeln entwickelten sich die beiden Parteien, die die portugiesische Politik bis zum Ende der Monarchie maßgeblich bestimmen sollten, die konservative Regenerationspartei und die radikale Historische Partei, die wiederum 1876 in der Progressiven Partei aufging.
Siehe auch: Geschichte Portugals, Zeittafel Portugal